# Urocoras
Urocoras es un género de arañas araneomorfas pertenecientes a la familia Agelenidae. Se encuentra en el sur de Europa y Turquía.

## Especies
Según The World Spider Catalog 12.0:
- Urocoras longispinus (Kulczyn'ski, 1897)
- Urocoras matesianus (de Blauwe, 1973)
- Urocoras munieri (Simon, 1880)
- Urocoras nicomedis (Brignoli, 1978)
- Urocoras phthisicus (Brignoli, 1978)